# Williams (Carolina do Sul)
Williams é uma cidade  localizada no estado norte-americano de Carolina do Sul, no Condado de Colleton.

## Demografia
Segundo o censo norte-americano de 2000, a sua população era de 116 habitantes.
Em 2006, foi estimada uma população de 119, um aumento de 3 (2.6%).

## Geografia
De acordo com o United States Census Bureau tem uma área de
2,0 km², dos quais 2,0 km² cobertos por terra e 0,0 km² cobertos por água. Williams localiza-se a aproximadamente 32 m acima do nível do mar.

## Localidades na vizinhança
O diagrama seguinte representa as localidades num raio de 28 km ao redor de Williams.